# Calocarides spinulicauda
Calocarides spinulicauda är en kräftdjursart som först beskrevs av Mary J. Rathbun 1902.  Calocarides spinulicauda ingår i släktet Calocarides och familjen Axiidae. Inga underarter finns listade i Catalogue of Life.